# Lößnitz (Nebel)
Die Lößnitz ist ein rechter Nebenfluss der Nebel im Landkreis Rostock in Mecklenburg-Vorpommern. Der Oberlauf wird als Aalbach bezeichnet.

## Verlauf
Der Aalbach fließt aus einem flachen See südöstlich von Klaber, einem Ortsteil der Gemeinde Lalendorf, ab. Die mit Wasser gefüllte Senke wird nach Süden durch den Breiten Berg (101 m ü. NHN) und nach Osten durch den Pfaffenberg (100,7 m) begrenzt. Der Wasserspiegel des Sees liegt knapp unter 80 m ü. NHN. Der Abfluss befindet sich am Westufer.
In nordwestlicher Richtung wird der Schillersee durchflossen. Nördlich liegt der Radener See in der Gemeinde Lalendorf im Verlauf des Aalbaches, weiter westlich folgt nach dem Ort Wattmannshagen der Warinsee, der von Südosten nach Nordwesten durchflossen wird. Ab hier bis zur Mündung zählt die Lößnitz zum FFH-Gebiet Nebeltal mit Zuflüssen. Der anschließende Flusslauf ist recht windungsreich. Nach Passage eines Waldgebiets und Unterquerung der Bahnstrecke Neustrelitz–Warnemünde wird westlich Reinshagen erreicht. Westlich des Ortes ändert sich, noch vor Unterquerung der Bundesautobahn 19, laut amtlicher Karte die Bezeichnung des Gewässers in Lößnitz.
Auf dem weiteren Weg, der nördlich der Bundesstraße 104 durch ein größeres Waldgebiet verläuft, wird die Gemeindegrenze von Lalendorf nach Güstrow überschritten. Die Bahnstrecken Bützow–Szczecin und Güstrow–Meyenburg kreuzen den Weg. Nördlich des Güstrower Ortsteils Klueß mündet die Lößnitz nach etwa 30 km Flusslauf auf 9,2 m ü. HN in die Nebel, die das Wasser weiter in Richtung Warnow und Ostsee ableitet.

## Sehenswürdigkeiten
In Reinshagen, einem Ortsteil der Gemeinde Lalendorf, sind das Gebäude einer ehemaligen Wassermühle mit Wasserrad (6,50 m Durchmesser) und Scheune erhalten. Wie weitere Gebäude des Dorfensembles steht die Anlage unter Denkmalschutz.